# Анжеліка Кіджо
Анжеліка Кіджо (фр. Angélique Kidjo; нар. 14 липня 1960, Уїда, Бенін) — бенінсько-французька музикантка, хореографка, співачка, композиторка, авторка пісень, акторка та активістка. Лауреатка премії Греммі.

## Дискографія
- Parakou (1990)
- Logozo (1991)
- Ayé (1994)
- Fifa (1996)
- Oremi (1998)
- Keep On Moving: The Best Of Angelique Kidjo (2001)
- Black Ivory Soul (2002)
- Oyaya! (2004)
- Djin Djin (2007)
- Õÿö (2010)
- Spirit Rising (2012)
- EVE (2014)